# Plaza de toros de Castellón de la Plana
La plaza de toros de Castellón es un coso taurino situado en el municipio español de Castellón de la Plana, en la provincia de Castellón (Comunidad Valenciana). Fue inaugurada el 3 de julio de 1887 y se encuentra ubicada junto al parque Ribalta.

## Orígenes
En 1878, la plaza de toros donde se realizaban los festejos fue derribada debido a su poca seguridad (estaba construida de madera y ladrillo). Este hecho fue el que impulsó a Hipólito Fabra Adelantado, Joaquín Calduch Roig, Luciano Ferrer Calduch, José Ripolles Llorens y Juan Joaquín Fabregat Viché a formar una sociedad de accionistas para construir una plaza de toros estable.
Dicha sociedad materializó esa voluntad por medio de la adquisición, en 1885, de unos terrenos y el encargo del proyecto al arquitecto y anterior alcalde de la ciudad, Manuel Montesinos Aralandis, el cual finalizó la construcción el 12 de enero de 1887.
El escultor José Viciano Martí realizó el medallón en bronce en que destaca la cabeza de un toro para la fachada principal.
El día 3 de julio de 1887 se inauguró la plaza con un festejo donde los toreros “Lagartijo” y “Frascuelo” se enfrentaron a bueyes de la ganadería del Duque de Veragua en una plaza abarrotada.

## Características técnicas
Actualmente, la plaza cuenta con un ruedo de 49 metros de diámetro, con unos tendidos de piedra artificial al final de los cuales se sitúan unas sillas de rellano. La plaza se remata con un piso cubierto de palcos.
Respecto a su capacidad, la reforma de la plaza que se produjo en 2004 redujo el aforo en 1200 plazas.

## Guerra Civil
Con la toma franquista de la ciudad en junio de 1938, el recinto fue utilizado al menos durante tres meses como campo de concentración de prisioneros republicanos; ya a mediados de julio albergaba a 1618 cautivos.